# Circuit de la Sarthe 2012
Il Circuit de la Sarthe 2012, sessantesima edizione della corsa, si svolse dal 3 al 6 aprile su un percorso di 635 km ripartiti in 4 tappe (la seconda suddivisa in due semitappe), con partenza a Saint-Gilles-Croix-de-Vie e arrivo a Sablé-sur-Sarthe. Fu vinto dall'australiano Luke Durbridge della Orica-GreenEDGE davanti all'italiano Manuele Boaro e al portoghese Nélson Oliveira.

## Tappe
| Tappa  | Data     | Percorso                            | km    | Vincitore di tappa | Leader cl. generale |
| ------ | -------- | ----------------------------------- | ----- | ------------------ | ------------------- |
| 1ª     | 3 aprile | Saint-Gilles-Croix-de-Vie > Riaillé | 192,8 | Denis Galimzjanov  | Denis Galimzjanov   |
| 2ª-1ª  | 4 aprile | Riaillé > Angers                    | 87,8  | Michel Kreder      | Sacha Modolo        |
| 2ª-2ª  | 4 aprile | Angers > Angers (cron. individuale) | 6,8   | Luke Durbridge     | Luke Durbridge      |
| 3ª     | 5 aprile | Angers > Pré-en-Pail                | 181,1 | Francisco Ventoso  | Luke Durbridge      |
| 4ª     | 6 aprile | Abbaye de l'Epau > Sablé-sur-Sarthe | 166,6 | Thomas Dekker      | Luke Durbridge      |
| Totale | Totale   | Totale                              | 635   |                    |                     |

## Dettagli delle tappe

### 1ª tappa
- 3 aprile: Saint-Gilles-Croix-de-Vie > Riaillé – 192,8 km

| Pos. | Corridore         | Squadra      | Tempo    |
| ---- | ----------------- | ------------ | -------- |
| 1    | Denis Galimzjanov | Katusha Team | 4h49'24" |
| 2    | Sacha Modolo      | Colnago      | s.t.     |
| 3    | Juan José Haedo   | Saxo Bank    | s.t.     |

| Pos. | Corridore         | Squadra        | Tempo    |
| ---- | ----------------- | -------------- | -------- |
| 1    | Denis Galimzjanov | Katusha Team   | 4h49'14" |
| 2    | Benoît Jarrier    | Veranda Rideau | a 2"     |
| 3    | Sacha Modolo      | Colnago        | a 4"     |

### 2ª tappa - 1ª semitappa
- 4 aprile: Riaillé > Angers – 87,8 km

| Pos. | Corridore       | Squadra      | Tempo    |
| ---- | --------------- | ------------ | -------- |
| 1    | Michel Kreder   | Garmin-Sharp | 2h03'44" |
| 2    | Sacha Modolo    | Colnago      | s.t.     |
| 3    | Sonny Colbrelli | Colnago      | s.t.     |

| Pos. | Corridore        | Squadra      | Tempo    |
| ---- | ---------------- | ------------ | -------- |
| 1    | Sacha Modolo     | Colnago      | 6h53'02" |
| 2    | Mikhail Ignatyev | Katusha Team | s.t.     |
| 3    | Raymond Kreder   | Garmin-Sharp | a 6"     |

### 2ª tappa - 2ª semitappa
- 4 aprile: Angers > Angers (cron. individuale) – 6,8 km

| Pos. | Corridore       | Squadra    | Tempo |
| ---- | --------------- | ---------- | ----- |
| 1    | Luke Durbridge  | Orica      | 8'15" |
| 2    | Manuele Boaro   | Saxo Bank  | a 8"  |
| 3    | Nélson Oliveira | RadioShack | s.t.  |

| Pos. | Corridore       | Squadra    | Tempo    |
| ---- | --------------- | ---------- | -------- |
| 1    | Luke Durbridge  | Orica      | 7h01'23" |
| 2    | Manuele Boaro   | Saxo Bank  | a 8"     |
| 3    | Nélson Oliveira | RadioShack | s.t.     |

### 3ª tappa
- 5 aprile: Angers > Pré-en-Pail – 181,1 km

| Pos. | Corridore         | Squadra       | Tempo    |
| ---- | ----------------- | ------------- | -------- |
| 1    | Francisco Ventoso | Movistar Team | 4h50'37" |
| 2    | Julien El Fares   | Type 1        | s.t.     |
| 3    | Samuel Dumoulin   | Cofidis       | s.t.     |

| Pos. | Corridore       | Squadra    | Tempo     |
| ---- | --------------- | ---------- | --------- |
| 1    | Luke Durbridge  | Orica      | 11h52'00" |
| 2    | Manuele Boaro   | Saxo Bank  | a 8"      |
| 3    | Nélson Oliveira | RadioShack | s.t.      |

### 4ª tappa
- 6 aprile: Abbaye de l'Epau > Sablé-sur-Sarthe – 166,6 km

| Pos. | Corridore      | Squadra      | Tempo    |
| ---- | -------------- | ------------ | -------- |
| 1    | Thomas Dekker  | Garmin-Sharp | 3h41'29" |
| 2    | Nacer Bouhanni | FDJ          | s.t.     |
| 3    | Sacha Modolo   | Colnago      | s.t.     |

| Pos. | Corridore       | Squadra    | Tempo     |
| ---- | --------------- | ---------- | --------- |
| 1    | Luke Durbridge  | Orica      | 15h33'29" |
| 2    | Manuele Boaro   | Saxo Bank  | a 8"      |
| 3    | Nélson Oliveira | RadioShack | s.t.      |

## Classifiche finali

### Classifica generale
| Pos. | Corridore         | Squadra                     | Tempo     |
| ---- | ----------------- | --------------------------- | --------- |
| 1    | Luke Durbridge    | Orica-GreenEDGE             | 15h33'29" |
| 2    | Manuele Boaro     | Team Saxo Bank-Tinkoff Bank | a 8"      |
| 3    | Nélson Oliveira   | RadioShack-Nissan           | s.t.      |
| 4    | Anthony Delaplace | Saur-Sojasun                | a 9"      |
| 5    | Thomas Dekker     | Garmin-Sharp                | a 12"     |
| 6    | Jan Bakelants     | RadioShack-Nissan           | s.t.      |
| 7    | Francisco Ventoso | Movistar Team               | s.t.      |
| 8    | Alexandre Geniez  | Argos-Shimano               | a 14"     |
| 9    | Pierrick Fédrigo  | FDJ                         | s.t.      |
| 10   | Rubén Plaza       | Movistar Team               | a 15"     |